# Petersbrunn (Starnberg)
Petersbrunn ist ein Stadtteil von Starnberg im oberbayerischen Landkreis Starnberg.
Der Weiler im Würmtal liegt circa einen Kilometer nördlich von Starnberg auf der Gemarkung Leutstetten am westlichen Talrand unterhalb des Schönbergs.
Die Wohnbebauung besteht aus neun Anwesen (Stand 2020) und ist über die Staatsstraße 2063 zu erreichen.

## Geschichte
Die Siedlung ging hervor aus einer Badeanstalt an der namensgebenden Quelle, die seit dem 16. Jahrhundert nachgewiesen ist und im 18. Jahrhundert zu Kurzwecken ausgebaut wurde. Von den historischen Bauten ist nur noch die Kapelle St. Peter erhalten.
Aus dem Jahr 1513 ist ein Schuldbrief des Herzogs Wilhelm von München überliefert, der für den Bau des Bades eingesetzt wurde. Der kohlen- und salzsäurehaltigen Quelle wurde eine heilsame Wirkung beispielsweise bei Hautkrankheiten, Gicht und Rheuma zugeschrieben.
Neben der Kapelle steht ein Mahnmal für den Todesmarsch von KZ-Häftlingen aus dem Konzentrationslager Dachau in den letzten Kriegstagen.
Am 1. Mai 1978 wurde die bis dahin selbständige Gemeinde Leutstetten mit Petersbrunn und anderen Ortsteilen zu Starnberg eingegliedert.

## Sehenswürdigkeiten
- Kapelle St. Peter
- Mahnmal

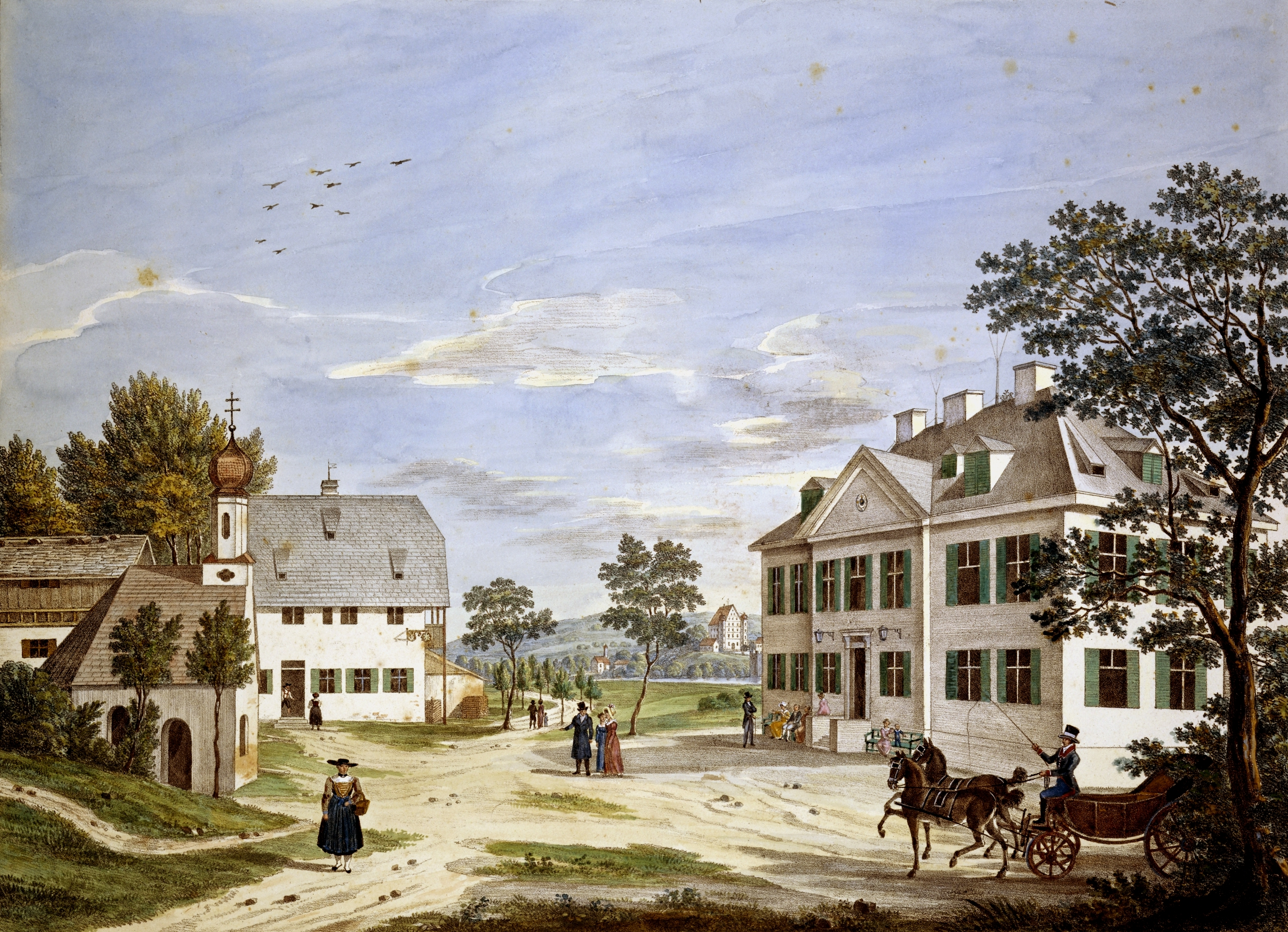
Lithografie von Petersbrunn um 1817. Links die erhaltene Kapelle St. Peter, gegenüber das Badehaus.
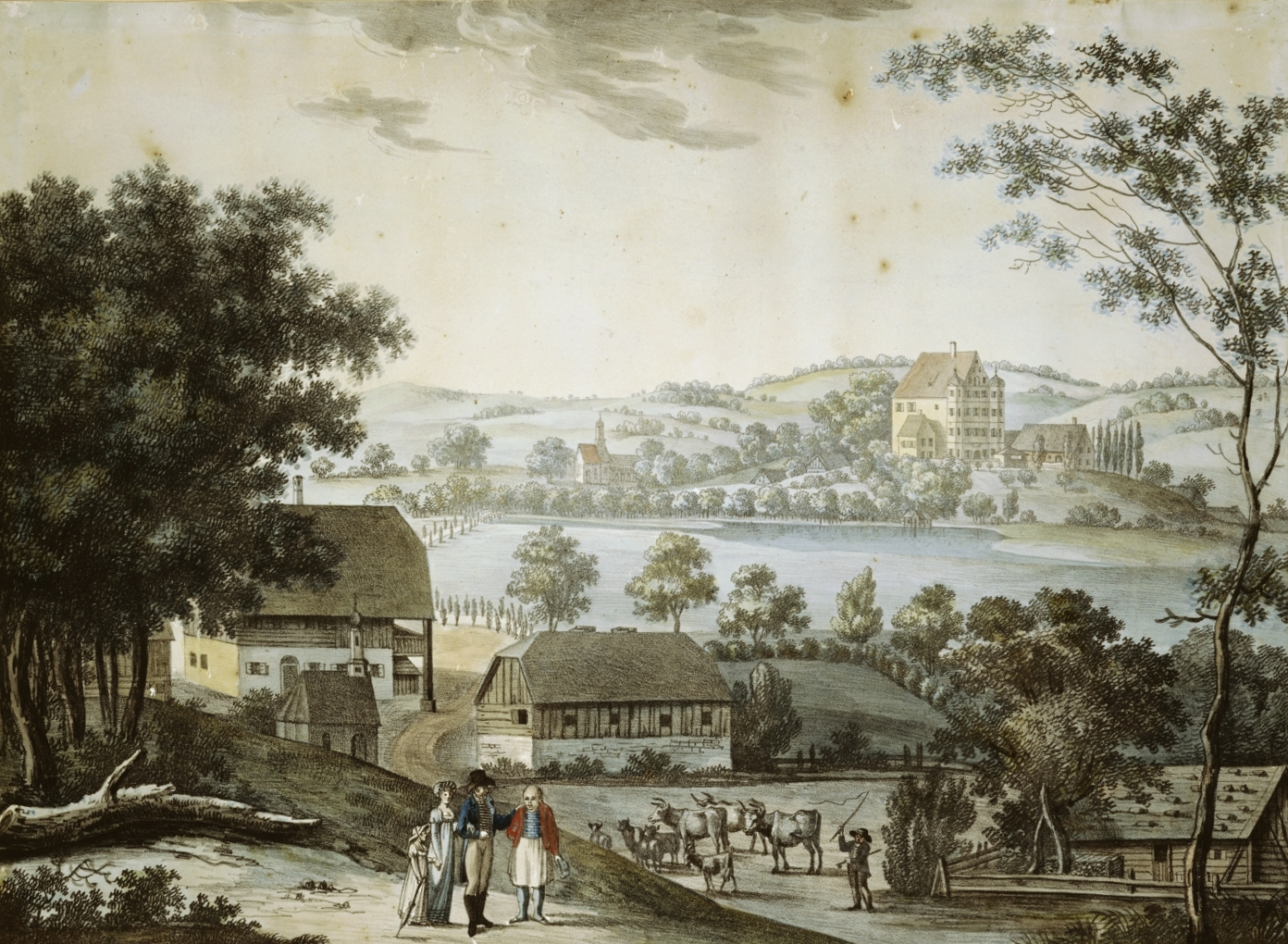
Lithografie von Petersbrunn um 1810/12. Links die Kapelle, rechts das Badehaus und im Hintergrund Schloss Leutstetten.
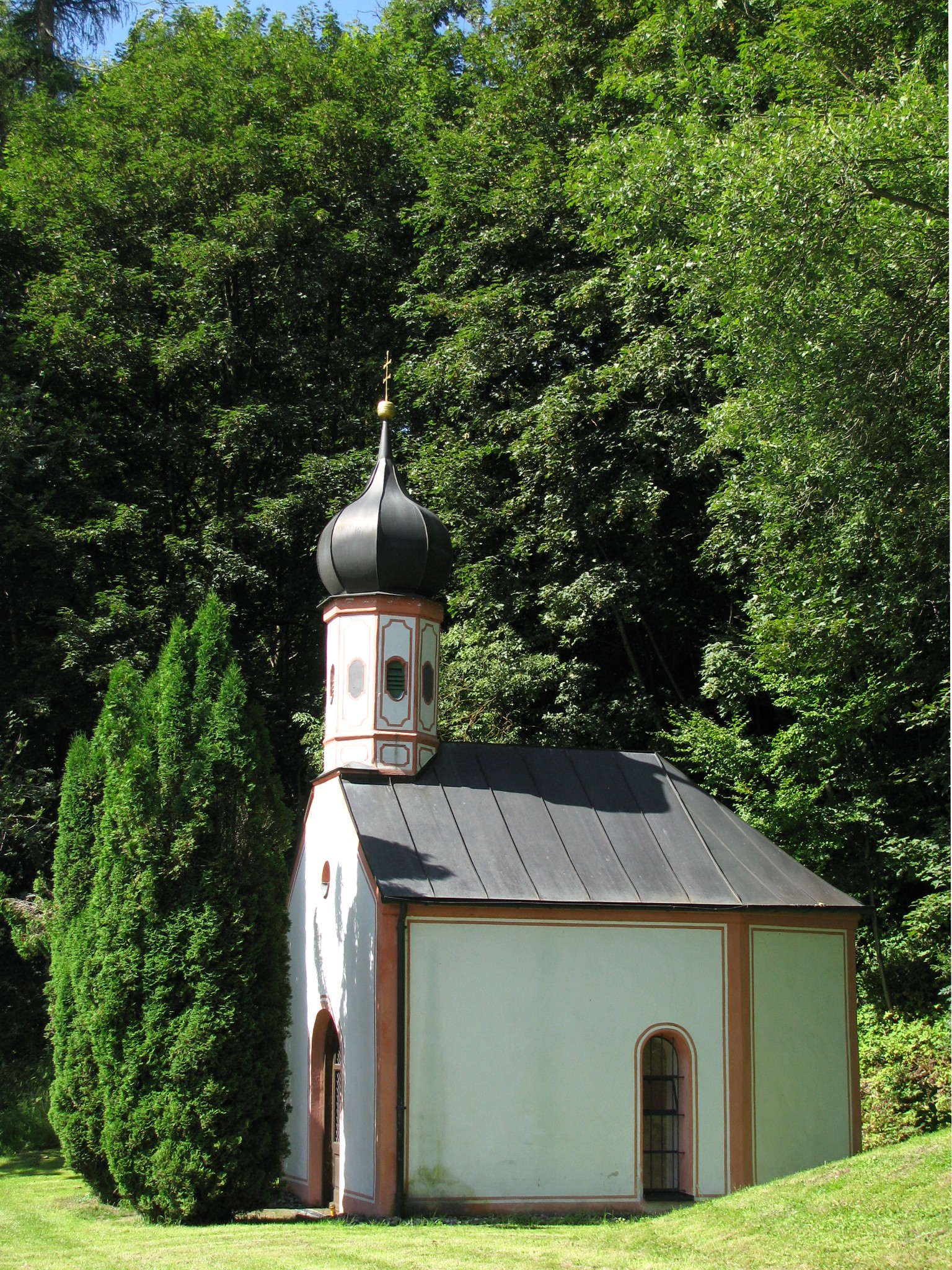
Kapelle St. Peter
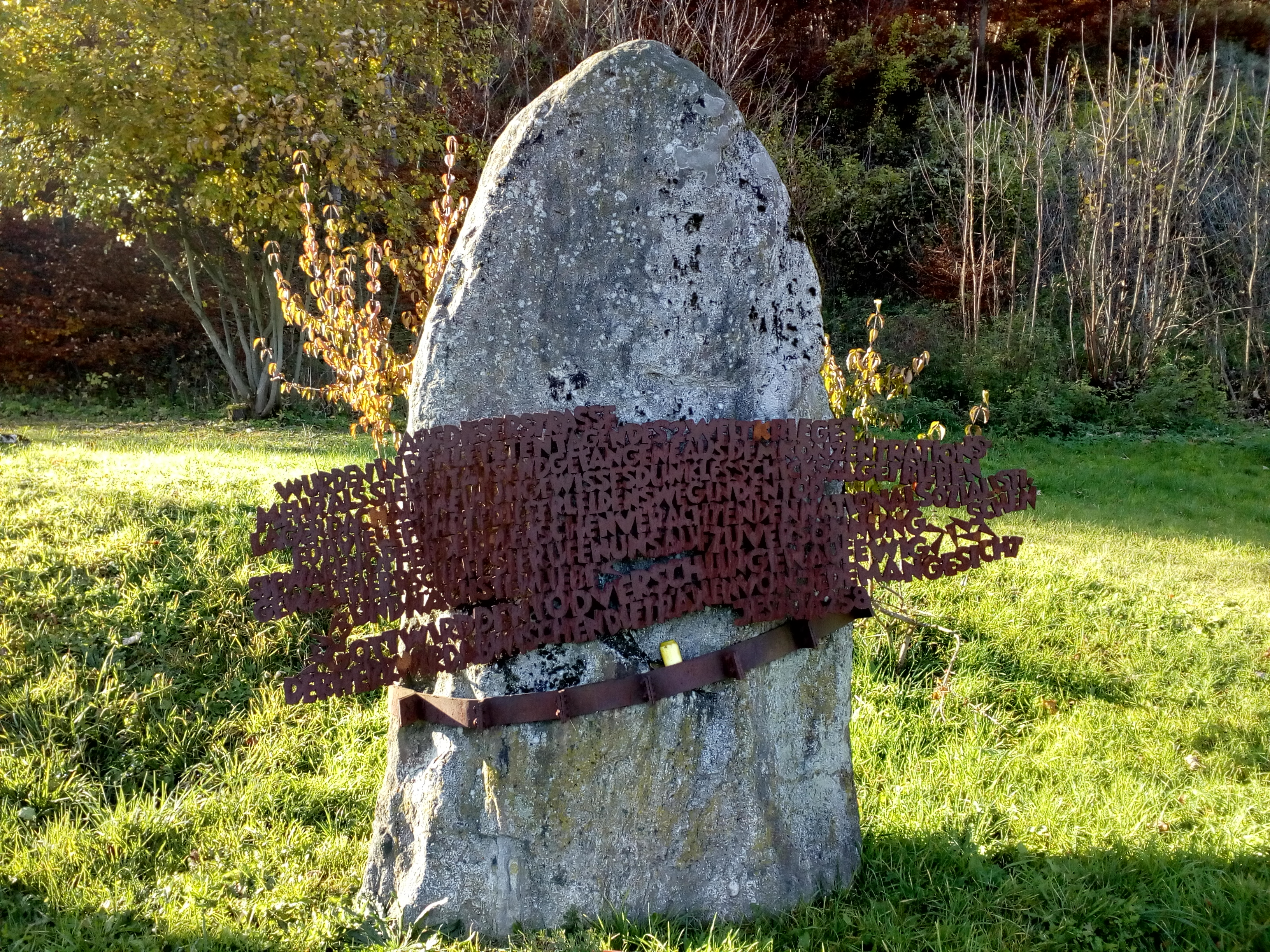
Mahnmal neben der Kapelle